# Pengo!
Pengo! es un videojuego de tipo laberinto para arcade. Es una secuela del juego de 1982 Pengo y fue lanzado en 2010 por Sega.